# Gruppo astronauti ESA 4
Il Gruppo astronauti ESA 4 o Gruppo astronauti ESA 2022 è l'ultimo gruppo di astronauti dell'Agenzia spaziale europea nel 2022. Sono stati selezionati cinque astronauti, undici astronauti di riserva e un astronauta con disabilità fisica.
La quarta campagna di reclutamento dell'agenzia spaziale europea ha ricevuto oltre 22 mila domande, ed è stata la prima ad offrire un posto per un astronauta con disabilità fisica per il "Parastronaut feasibility project". 
Le persone selezionate effettueranno missioni di lunga durata sulla stazione spaziale internazionale e parteciperanno alle missioni lunari al termine degli anni '20 e negli anni '30 del programma Artemis. L'annuncio dei candidati selezionati è avvenuto il 23 novembre a Parigi presso il padiglione Grand Palais Éphémère, al termine della conferenza ministeriale ESA 2022. 

## Lista degli astronauti
- Sophie Adenot[5]
- Rosemary Coogan[6]
- Pablo Álvarez Fernández[7]
- Raphaël Liégeois[8]
- Marco Sieber[9]

### Parastronauta
- John McFall[10]

### Riserve
- Meganne Christian[11]
- Anthea Comellini[12]
- Sara García Alonso[13]
- Andrea Patassa[14]
- Carmen Possnig[15]
- Arnaud Prost[16]
- Amelie Schoenenwald[17]
- Aleš Svoboda[18]
- Sławosz Uznański[19]
- Marcus Wandt[20]
- Nicola Winter[21]